# 方聞
方 聞（ほう ぶん、Wen C. Fong、ウェン・C・フォン、1930年 - 2018年10月3日）は、中国系アメリカ人の東洋美術史家である。
プリンストン大学で45年間中国美術史を教えていた。1959年、アメリカ合衆国初の中国美術・考古学の講座を共同で設立し、その後、日本美術にも拡大した。また、プリンストン大学の美術・考古学科長、メトロポリタン美術館のアジア美術の諮問委員長を務めた。

## 若年期と教育
方は1930年に上海で生まれた。書家の李健(1881-1956)から書を学び、10歳で個展を開いて神童と呼ばれた。上海交通大学を卒業後、1948年にプリンストン大学に留学した。
プリンストン大学ではクルト・ワイッツマンとジョージ・ロウリーに師事し、ヨーロッパ史で学士、中世美術史で修士の学位を取得した。1954年に博士号(Ph.D)を取得し、プリンストン大学の教員となった。博士論文"Five Hundred Lohans at the Daitokuji"は、南宋で描かれ日本の大徳寺に伝来した五百羅漢図に関するもので、1958年に"The Lohans and a Bridge to Heaven"としてフリーア美術館から出版された。

## キャリア
1959年、方はフレデリック・W・モートと共同で、アメリカ合衆国初となる中国美術・考古学の講座をプリンストン大学に開設した。1962年には日本美術にも拡張した。1970年から1973年まで、プリンストン大学の芸術・考古学科長を務めた。また、プリンストン大学美術館でアジア美術のキュレーターを務め、中国国外では最大となる中国の書のコレクションを構築した。1971年にエドワーズ・S・サンフォード美術史教授職に就任した。1999年にプリンストン大学を退職した。その後、2004年から2007年まで清華大学で、2009年から2012年まで浙江大学で教鞭をとった。
1971年から2000年まで、メトロポリタン美術館でアジア美術の特別顧問（後に諮問委員長）を務めた。1998年、方の義兄に当たる投資家・慈善家のオスカー・タンが、王己千（C・C・ワン）が保有していた中国絵画のコレクションのうち25点を購入し、メトロポリタン美術館に寄贈した。1999年、美術史家のジェームズ・ケーヒルが、タンが寄贈した作品に含まれる、10世紀に描かれた南宋の董源の作とされる『渓岸図』について、これは20世紀の贋作者・張大千による偽物であると主張した。方はその主張に反対し、方ら真作派とケーヒルら贋作派の間で大論争となった。この論争は、未だに解決していない。しかし、2006年にプリンストン大学で開催されたシンポジウムでは、ケーヒルは方の学識を称えた。
方は台湾の中央研究院歴史語言研究所の客員研究者であり、1992年に中央研究院院士に選出された。同年、アメリカ哲学協会会員にも選出された。

## 私生活
1950年代に唐志明（コンスタンス・タン）と結婚した。唐とはボストン美術館で出会った。唐は香港のビジネスリーダーの一人である唐炳源の娘であり、アメリカの投資家・慈善家のオスカー・タン（唐騮千）の妹である。唐との間にはローレンス、ピーター、セレナの3人の子供がいる。
2018年10月3日、ニュージャージー州プリンストンにおいて白血病により88歳で死去した。

## 著作物
- Streams and Mountains without End: A Northern Sung Handscroll and Its Significance in the History of Early Chinese Painting, co-authored with Sherman E. Lee (Artibus Asiae, 1955; 2nd edition, 1967).
- The Lohans and a Bridge to Heaven (Freer Gallery of Art, 1958).
- Summer Mountains: The Timeless Landscape (Metropolitan Museum of Art, 1975).
- Returning Home: Tao-chi’s Album of Landscapes and Flowers (George Braziller, 1976).
- The Great Bronze Age of China: An Exhibition from the People’s Republic of China, editor (Metropolitan Museum of Art, 1980).
- Images of the Mind: Selections from the Edward L. Elliot Family and John B. Elliot Collections of Chinese Calligraphy and Painting at the Art Museum, Princeton University (Princeton University Art Museum, 1984).
- Beyond Representation: Chinese Painting and Calligraphy, 8th–14th Century (Metropolitan Museum of Art and Yale University Press, 1992).
- Possessing the Past: Treasures from the National Palace Museum, Taipei (Metropolitan Museum of Art and H. N. Abrams, 1996).
- The Embodied Image: Chinese Calligraphy from the John B. Elliot Collection, co-authored with Robert E. Harrist, Jr., et al. (Princeton University Art Museum, and H. N. Abrams, 1999).
- Along the Riverbank: Chinese Paintings from the C. C. Wang Family Collection (Metropolitan Museum of Art, 1999).
- Between Two Cultures: Late-Nineteenth- and Twentieth-Century Chinese Paintings from the Robert H. Ellsworth Collection in the Metropolitan Museum of Art (Metropolitan Museum of Art and Yale University Press, 2001).

出典: